# Jerzy Kulczycki (wydawca)
Jerzy Sławomir Kulczycki (ur. 12 października 1931 we Lwowie, zm. 18 lipca 2013 w Londynie) – polski inżynier, księgarz, wydawca i działacz emigracyjny. Założyciel w 1996 r. Nagrody Kulczyckich (Orbis Books) za uznane publikacje w dziedzinie polskiej historii i politologii w języku angielskim.

## Życiorys
W 1940 wywieziony z matką do Kazachstanu (jego ojciec zginął z rąk władz sowieckich), w 1942 wydostała się do Iranu z Armią Andersa. Od 1944 był uczniem Junackiej Szkoły Kadetów. Od 1947 mieszkał w Wielkiej Brytanii, gdzie w 1954 ukończył studia inżynieryjne na Uniwersytecie Londyńskim. W 1958 uzyskał uprawnienia zawodowe w zakresie inżynierii lądowo-wodnej, a w 1964 w zakresie inżynierii drogowej.
Należał do władz emigracyjnego Stronnictwa Pracy. W 1964 założył Wydawnictwo Odnowa, które prowadził do 1990. W 1972 kupił wraz z żoną Aleksandrą (poślubioną w 1964) księgarnię Orbis Books w Londynie, którą prowadził z nią do 2008. W czasach PRL był zaangażowany w wysyłkę książek emigracyjnych do Polski.
Był odznaczony: przez Prezydenta RP na uchodźstwie - Krzyżem Kawalerskim Orderu Odrodzenia Polski (1990), przez Prezydenta RP - Krzyżem Oficerskim i Krzyżem Komandorskim Orderu Odrodzenia Polski.
W 2016 pośmiertnie wydano jego wspomnienia Atakować książką.